# Dasyopa
Dasyopa is een vliegengeslacht uit de familie van de halmvliegen (Chloropidae).

## Soorten
- D. latifrons (Loew, 1872)
- D. triangulata (Becker, 1912)